# Аромат (село)
Арома́т (ранее Витим; укр. Аромат, крымскотат. Aromat, Аромат) — село в Голубинском сельском поселении Бахчисарайского района Республики Крым (согласно административно-территориальному делению России — в Голубинском сельском совете Бахчисарайского района Автономной Республики Крым).

## Население
| 2001 | 2014 |
| ---- | ---- |
| 295  | ↗330 |

Всеукраинская перепись 2001 года показала следующее распределение по носителям языка
| Язык             | Процент |
| ---------------- | ------- |
| крымскотатарский | 46,78   |
| русский          | 44,75   |
| украинский       | 8,14    |

## Современное состояние
В Аромате 9 улиц, по данным сельсовета на 2009 год числилось 302 жителя в 113 дворах при площади села 31, 6 гектара. В селе действует православная церковь святых Жен-Мироносиц. На территории села находится водолечебница «Чёрные воды» (Аджи-су) — «крымский Баден-Баден» (лечение радоновыми ваннами). Наличие в регионе большого разнообразия минеральных и термальных источников, а также уникальные свойства местной голубой глины определили широкую популярность санатория. Аромат связан автобусным сообщением с Бахчисараем и Симферополем.

## География
Аромат расположен в 29 километрах от райцентра, у слияния рек Коккозка и Бельбек в Бельбекской долине, высота центра села над уровнем моря 220 м. Через Аромат проходит автодорога 35К-020 Бахчисарай — Ялта (по украинской классификации — Т-0117), от которой в селе отходят региональные автодороги 35Н-063 Аромат — Многоречье и 35Н-059 Аромат — Солнечноселье.

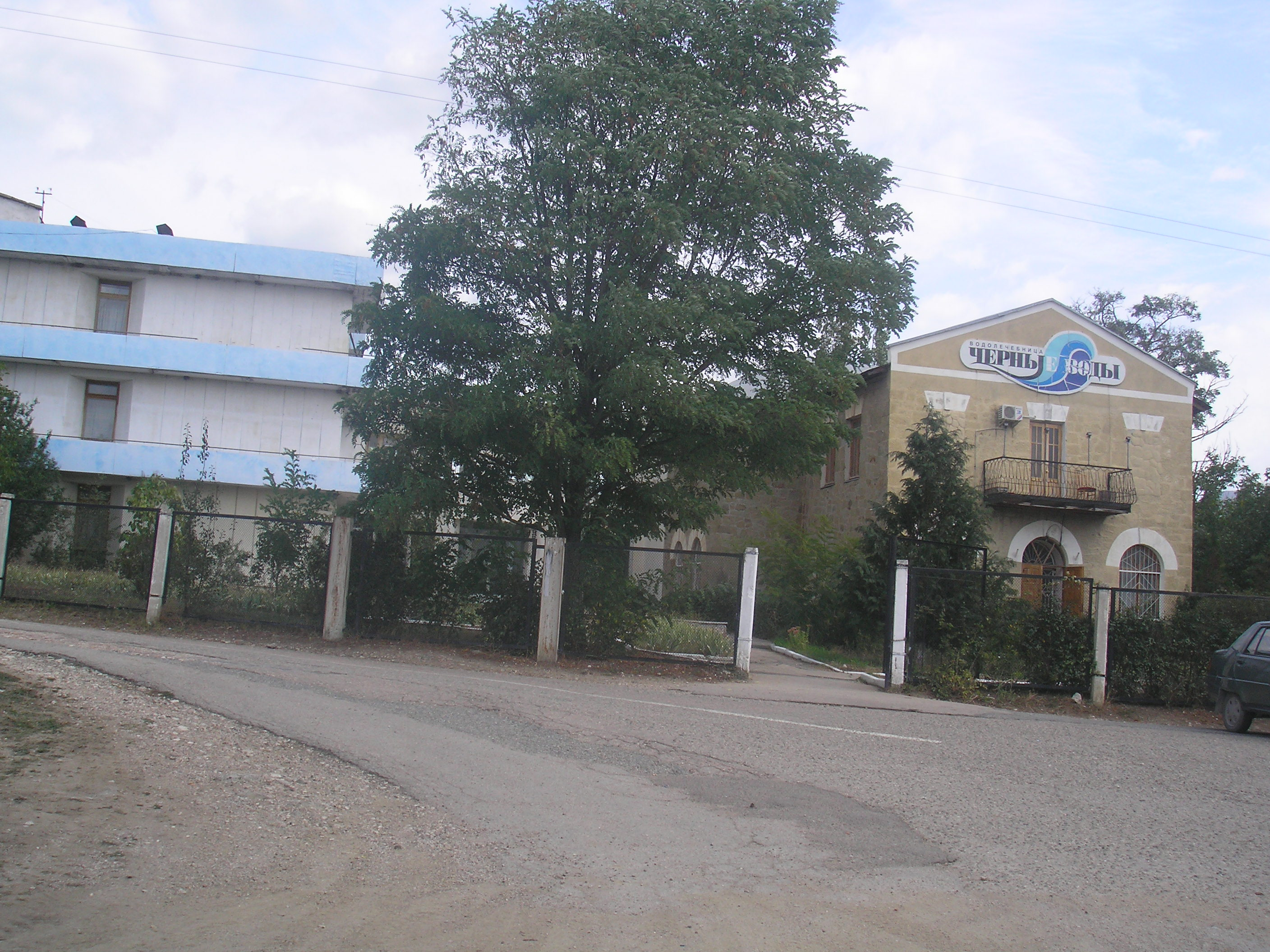
Лечебница Чёрные воды

## История
Ещё в XIX веке в этом месте, на развилке долин, располагались водолечебница Аджи-Су (земская больница) и здание Богатырского волостного правления. Село было основано, как опытная станция Всесоюзного научно-исследовательского института табака и махорки (ВИТИМ) и первоначально называлось Витим. Позже оно получило новое название Аромат по специализировавшемуся на выращивании эфиро-масличных культура совхозу «Ароматный», к которому относилось село. На 15 июня 1960 года село уже числилось в составе Голубинского сельсовета. По данным переписи 1989 года в селе проживало 437 человек. С 12 февраля 1991 года село в восстановленной Крымской АССР, 26 февраля 1992 года переименованной в Автономную Республику Крым. С 21 марта 2014 года в составе Крыма аннексировано Россией.
В 1956 году было на минеральном источнике Аджи-Су хлоридно-кальциево-натриевой воды построено временное здание балеолечебницы на 30-35 амбулаторных больных в день. На основании исследований в 1961 году были определены показания и противопоказания к направлению на лечение в Куйбышевскую бальнеолечебницу. Разработаны методики приема бальнеологических процедур. В 1961 году источник был занесен в реестр минеральных источников УССР. В 1970 году построено капитальное двухэтажное здание. В 1989 году построен трехэтажный корпус на 195 мест. С 1993 года - Республиканская физиотерапевтическая больница. На 2013 год персонал больницы составлял 163 человека, из них 11 врачей, отпускалось 150 лечебных ванн в сутки.